# エクストリームアイスホッケーリーグ
エクストリームアイスホッケーリーグ（英語: EXTREME ICE HOCKEY LEAGUE、通称XHL）は、日本のアイスホッケーリーグ。2025年10月に最初のシーズンが開幕予定。

## 歴史
2025年6月27日、日本アイスホッケー連盟によりアジアリーグアイスホッケーに次ぐリーグとして新たなチャレンジの場を提供するために創設された。
初年度は2024年はIJリーグに参加していた東京ワイルズと名古屋オルクス、それに同年にクラブチームとして発足された滋賀ブルーライズIHCを加えた3チームが参加。10月12日に滋賀で開幕しレギュラーシーズン18試合を行い、3月22日に東京でファイナルを開催予定。

## チーム
| チーム名            | 本拠地   | ホームリンク                   | 創設   | 参加年 |
| ------------------- | -------- | ------------------------------ | ------ | ------ |
| 東京ワイルズ        | 東京都   | ダイドードリンコアイスアリーナ | 2023年 | 2025年 |
| 名古屋オルクス      | 名古屋市 | 邦和みなとスケートリンク       | 2023年 | 2025年 |
| 滋賀ブルーライズIHC | 滋賀県   | 木下カンセーアイスアリーナ     | 2024年 | 2025年 |